# Hughes MD 500 Defender
Pour les articles homonymes, voir Hughes.
Le Hughes MD 500 Defender est un hélicoptère léger multirôle américain développé dans les années 1970 sur la base d'un Hughes MD 500; il fut développé pour les usages militaires de l'armée américaine et par la suite exporté vers d'autres pays.

## Conception

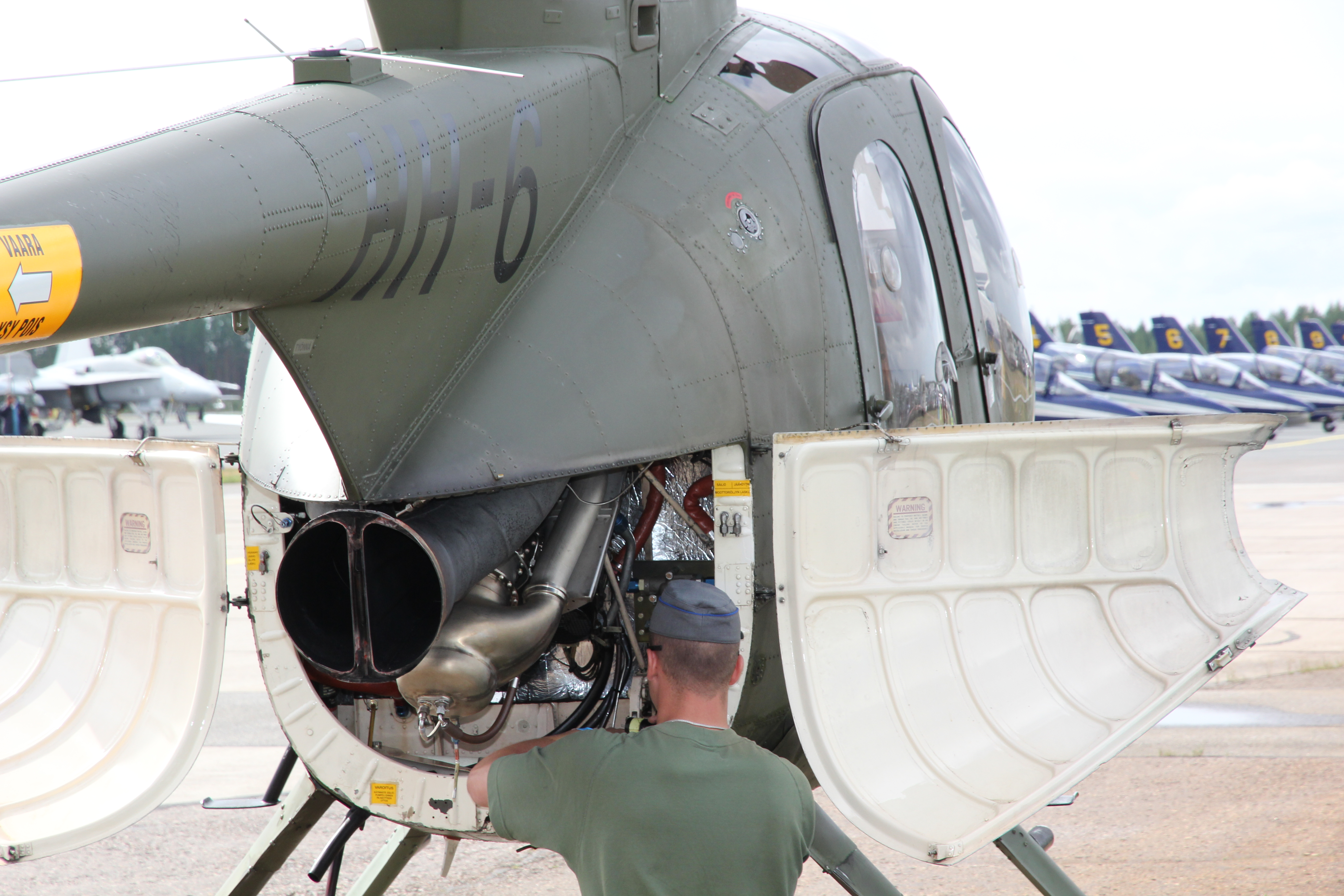
Capot ouvert d'un Hughes MD 500 Defender de l’armée finlandaise en 2014 montrant son moteur Allison Model 250.

Le Hughes OH-6 Cayuse prouva sa valeur durant la guerre du Viêt Nam dans divers rôles en tant qu'hélicoptère léger de reconnaissance, de transport et d'attaque. Les concepteurs de Hughes Helicopters réalisèrent qu'il y avait un intérêt à produire une version améliorée du précédent, équipé de systèmes et d'un armement améliorés. À l'issue du développement du Hughes 500, une version militaire fut conçue et baptisée MD 500 Defender. Il s'avéra efficace pour effectuer des tâches variées telles que de l'observation non armée, des patrouilles aéroportées, des assauts rapides ou encore le transport de charges légères.
Sa réputation dépassa les frontières et de nombreux corps d'armée l'intégrèrent dans leurs rangs tels que l'armée sud-coréenne qui acquit plus de 250 appareils pour un coût unitaire moitié moins élevé qu'un AH-1 Cobra, l'armée israélienne qui l'utilisa activement durant les conflits armés l'opposant à la Syrie, au Liban, le Salvador (8 exemplaires), l'Égypte, le Kenya, l'Armée de l'air irakienne qui en reçut 60 exemplaires en 1983
L'Aviation de l'armée malaisienne commande 6 MD550G en 2016 a une entreprise qui ne les a jamais livrés.
Le Kenya va recevoir 16 hélicoptères ex-sud coréens à partir de 2024.

## Versions
369
Prototype militaire connu sous l'appellation YOH-6A.
369A
Version finale renommée OH-6.
500D Scout Defender
Version armée destinée aux opérations de reconnaissance.
500M Defender
Version militaire destinée à l'export; construite sous licence par Kawasaki Heavy Industries pour le Japon sous l'appellation OH-6J et par Breda Nardi pour l'Italie.
500M/ASW Defender
Version d'export pour la marine espagnole.
NH-500M Defender
Version italienne du 500M Defender, produite par Breda Nardi avant son absorption par Agusta.
500MD Defender
Version militaire du 500D. Construit sous licence en Corée du Sud par Korean Air de 1976 à 1984 a entre 200 et 280 unités
500MD/ASW Defender
Version destinée à la marine de la République de Chine du 500MD Defender.
500MD/TOW Defender
Version du 500MD Defender, équipée de missiles antitanks BGM-71 TOW.
500MD/MMS-TOW Defender
Développement sur le modèle du 500MD/TOW et doté d'un viseur de mât Hughes au-dessus du rotor principal.
500MD Quiet Advanced Scout Defender
Version du 500MD Defender pourvue d'un équipement de suppression du bruit et destiné aux opérations furtives.
500MD Defender II
Version multirôle mise en service en 1980 équipée d'un rotor principal à 5 pales et d'un rotor de queue quadripale en option.
500MG Defender
Version multirôle avec nez modifié et habitacle de conception avancée avec une propulsion assurée par un turbomoteur Allison 250-C20B.
500S
Version utilitaire du 500MD avec une charge utile de 680 kg.
530F Lifter
Version dérivée du 500D pour les missions en environnement chaud, équipé d'un treuil pour une charge de 905 kg.
500MG
Version multirôle fondée sur la cellule et le moteur du 530F lifter avec écrans multifonctions et avionique avancée. L'appareil était doté d'un viseur sur le mât, au-dessus du rotor principal et d'un équipement incluant une nacelle FLIR à l'avant du fuselage.
Nightfox
Unité de surveillance et d'attaque nocturne disponible en version 500MG et 530MG dotée d'un système d'imagerie thermique et mis en service en 1986.
520MK Black Tiger
Version militaire produite par la  Korean Air Aerospace Division pour la Corée du Sud.
MD530MG Paramilitary Defender
Version conçue pour les forces de police et les douanes.
530G
Version dérivée du 530F destinée à la reconnaissance et l'attaque, premier vol en 2014.